# پوست‌گزان
پوست‌گَزان (نام علمی: Dermanyssidae) نام یک خانواده از راسته میان‌روزنان است.